# Palazzo dei Khan
Il Palazzo del Khan o Hansaray si trova nella città di Bachčysaraj in Crimea. Fu costruito nel XVI secolo e divenne la dimora dei Khan di Crimea. Il recinto murato contiene una moschea, un harem, un cimitero, un quartiere e i giardini. L'interno del palazzo è stato decorato per apparire vissuto e riflette il tradizionale stile tataro della Crimea del XVI secolo. È uno dei palazzi musulmani più conosciuti in Europa, accanto al Palazzo di Topkapı, al Palazzo di Dolmabahçe, al Palazzo di Yıldız, al Palazzo di Aynalikavak, al Palazzo di Edirne, al Palazzo di Çırağan in Turchia e all'Alhambra in Spagna.

## Storia
La città di Bachčysaraj e il palazzo furono commissionati dalla dinastia dei Khan di Crimea, che vi trasferirono la loro capitale da Staryj Krym nella prima metà del XVI secolo. Il complesso con il minareto del palazzo sono stati costruiti nel XVI secolo da architetti ottomani, persiani e italiani. I danni successivi del tempo e delle guerre provocarono una ricostruzione parziale del complesso architettonico, ma la struttura ha ancora una somiglianza con la sua forma originale. Alcuni edifici attualmente nel palazzo sono stati edificati più tardi, mentre alcuni degli edifici originali non sono riusciti a sopravvivere oltre il XVIII secolo.

## La fontana di Bachčysaraj

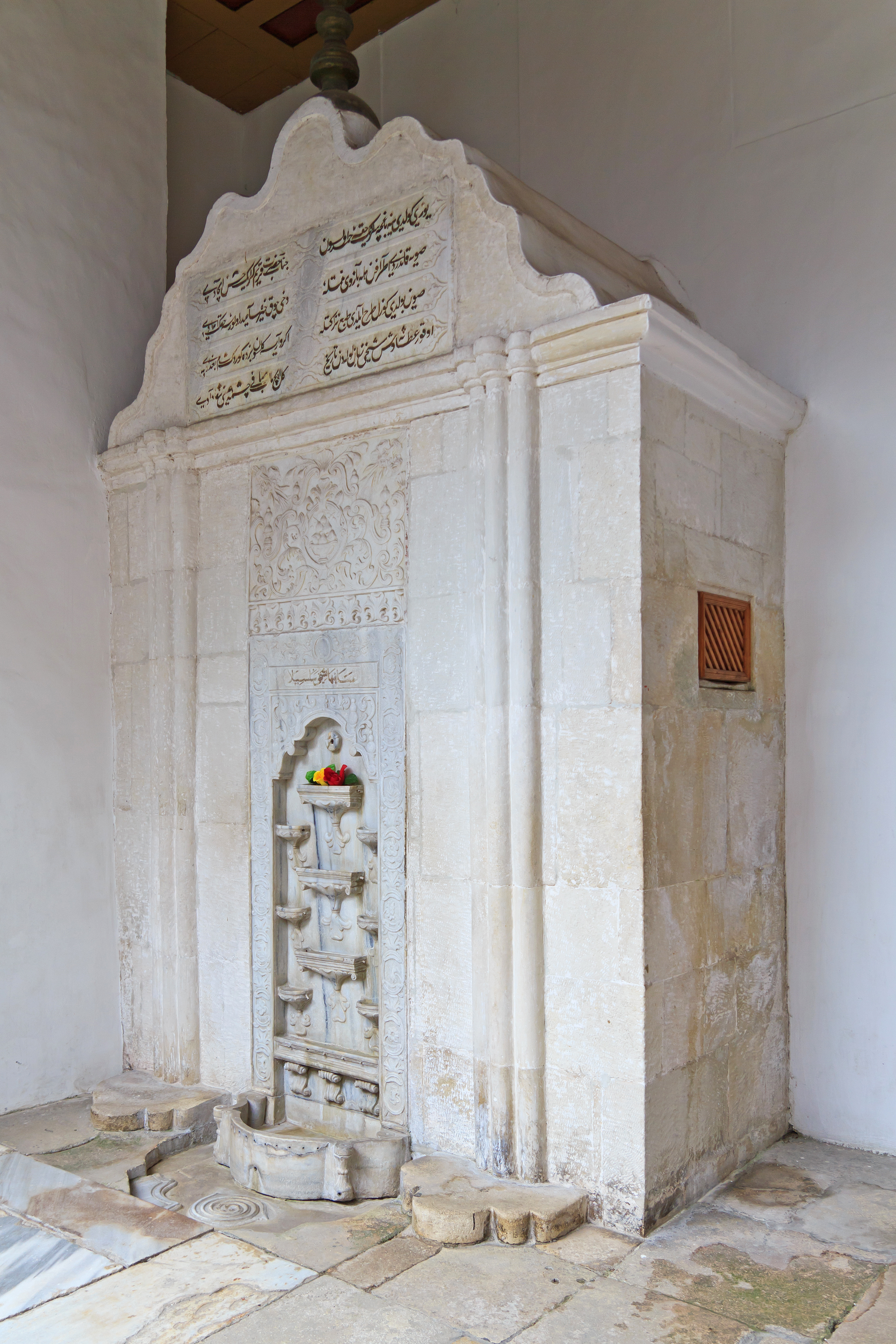
La fontana

Un cortile interno del palazzo contiene una piccola fontana la cui triste storia spinse lo scrittore russo Alexander Pushkin, dopo averla visitata, a scrivere un lungo poema intitolato "La fontana di Bachčysaraj".
La Fontana di Bachčysaraj o Fontana delle Lacrime è un vero caso di vita che imita l'arte. La fontana è nota come l'incarnazione dell'amore di uno degli ultimi Khan di Crimea, Qırım Giray Khan per la sua giovane moglie, e del suo dolore dopo la sua morte precoce. Si diceva che il Khan si innamorò di questa ragazza polacca del suo harem. Nonostante la sua dura resistenza alle lusinghe della donna, egli pianse quando morì, sorprendendo tutti coloro che lo conoscevano. Così egli in ricordo commissionò una fontana di marmo, in modo da avere un monumento su cui piangere, per sempre.
Originariamente posta sulla tomba della giovane donna in un giardino, la fontana fu poi trasferita alla sua posizione attuale nel cortile degli ambasciatori dopo che Caterina II aveva ordinato l'annessione del territorio del Canato della Crimea. I versi di Pushkin sono stati rilevanti per garantire la sopravvivenza del palazzo stesso fino ad oggi.

## La grande moschea del Khan

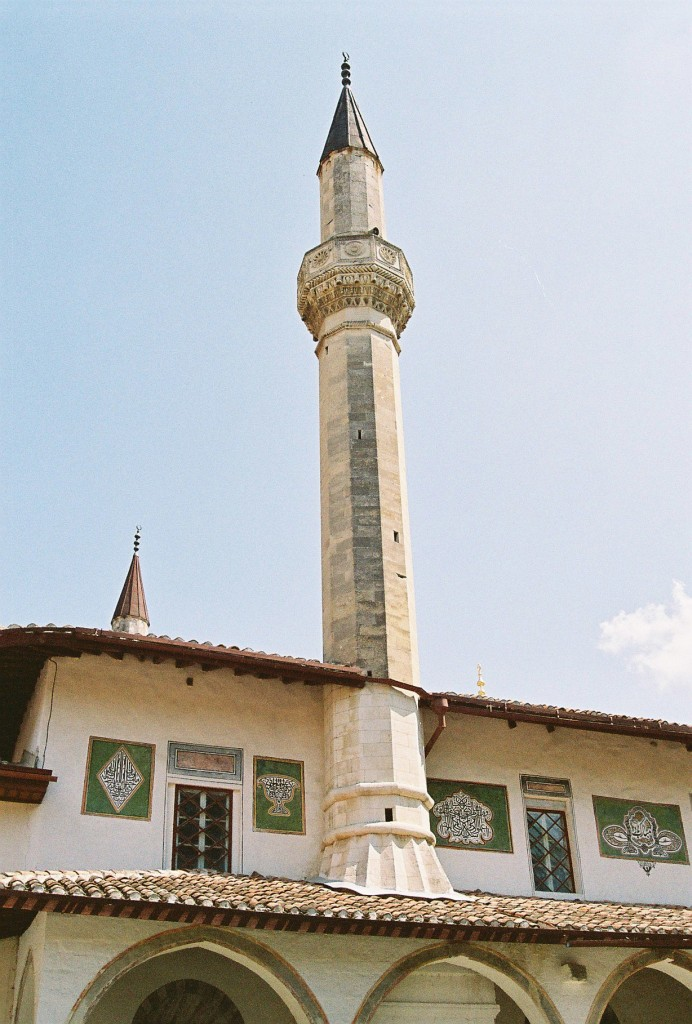
Il minareto

La grande moschea del Khan (in tataro della Crimea Büyük Han Cami) Si trova sulla piazza del Palazzo a est del cancello nord. È una delle più grandi moschee della Crimea e uno dei primi edifici del palazzo di Khan. La moschea fu costruita nel 1532 da Sahib I Giray e portò il suo nome nel XVII secolo.

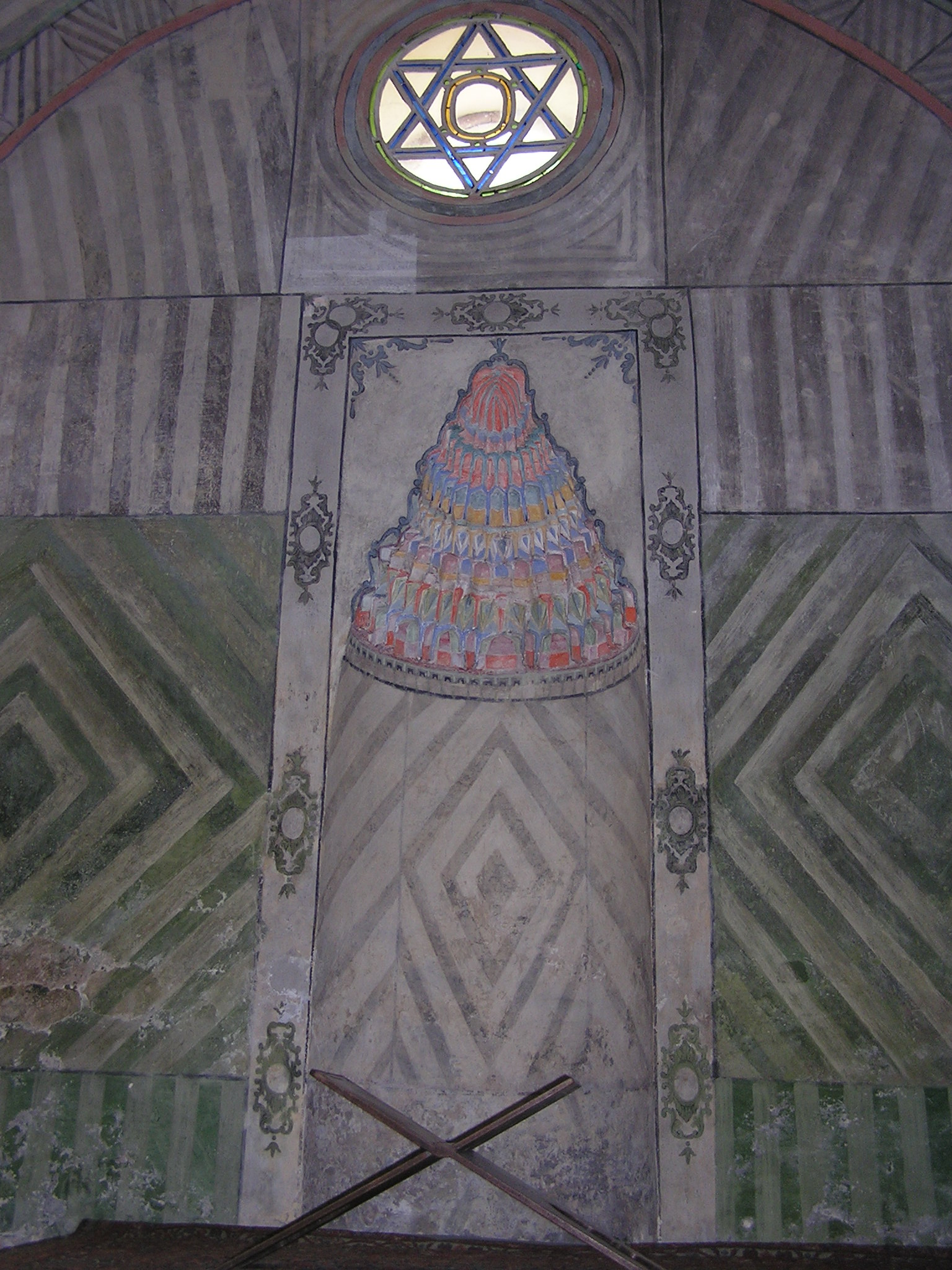
Il Mihrab della moschea piccola

## La piccola moschea del Khan
La piccola moschea del Khan (in tataro della Crimea Kiçik Han Cami) si trova nell'edificio principale ed è stata progettata per i membri della famiglia del Khan e importanti dignitari. La costruzione della piccola moschea risale al XVI secolo mentre i dipinti della moschea risalgono al XVII e XVIII secolo
Nella parete sud vi è il Miḥrāb, la cui parte superiore è tagliata da sette cinture ornate, che simboleggiano i sette livelli del cielo. Sopra il mihrab vi è una finestra in vetro colorato, che mostra il sigillo di Salomone (esagramma). Sulle pareti della piccola moschea sono graffiate le immagini di barche con vele, cavalli e cavalieri.

## Galleria d'immagini

### Gli edifici

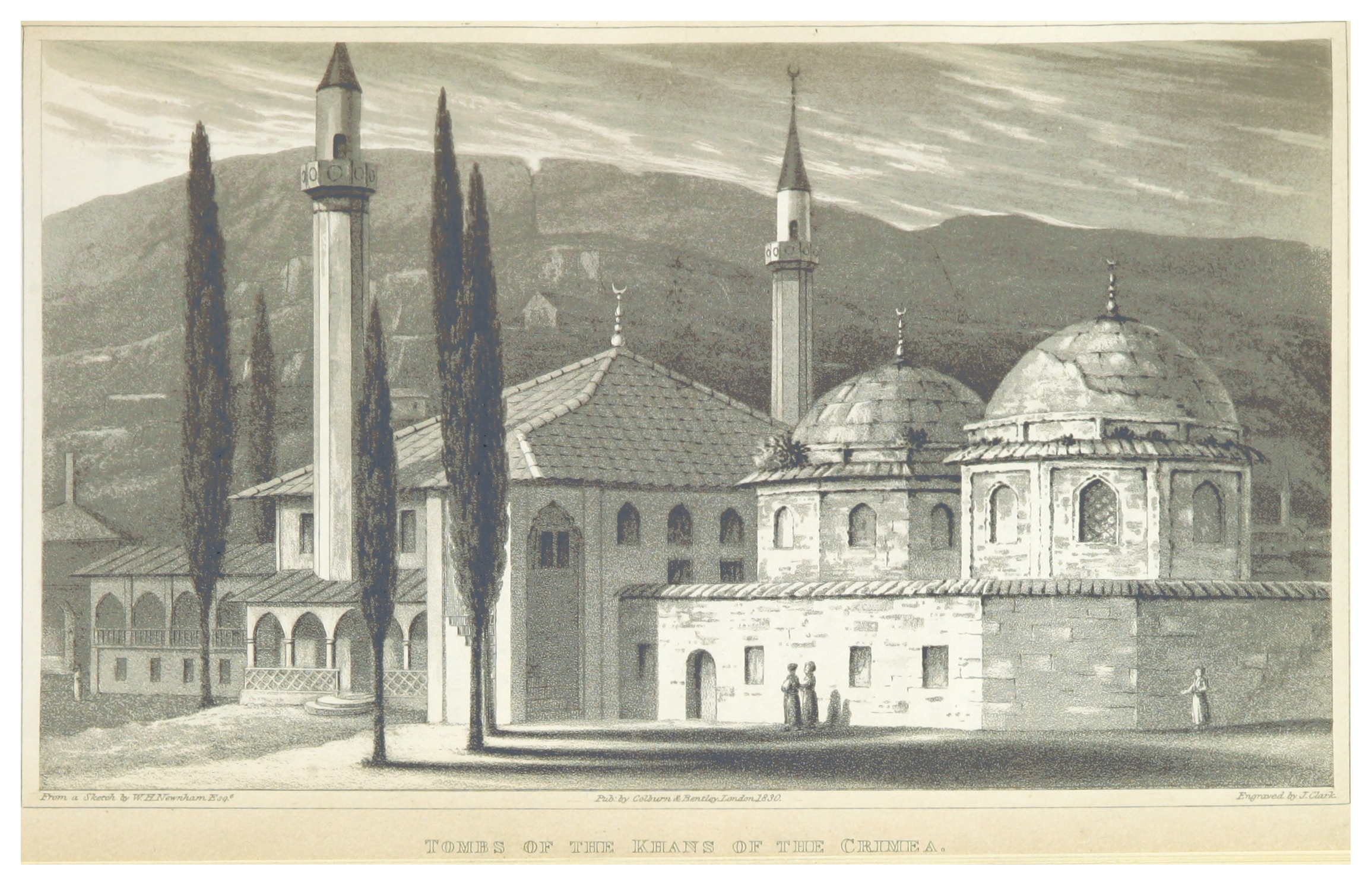
Il palazzo nel 1830
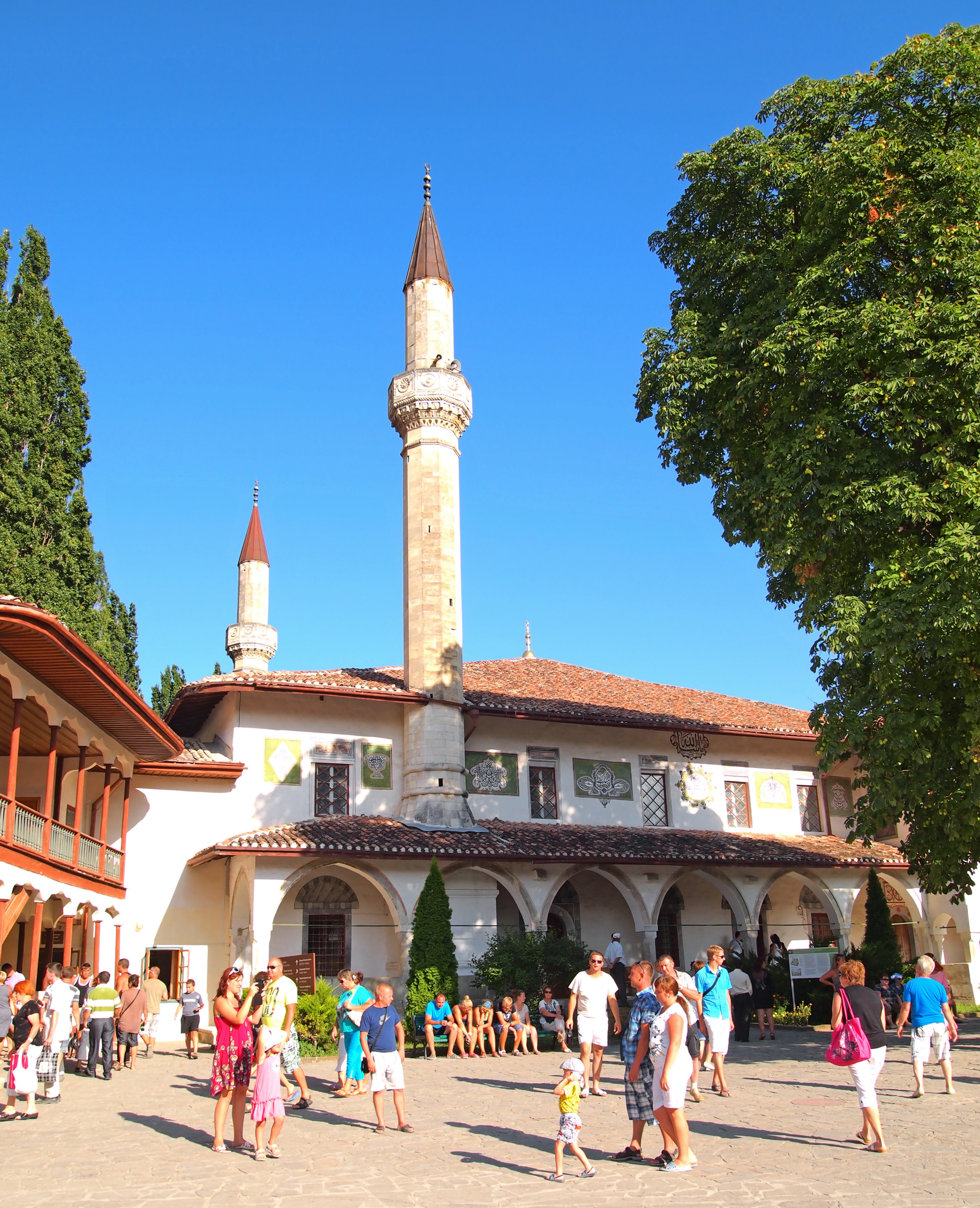
La grande moschea
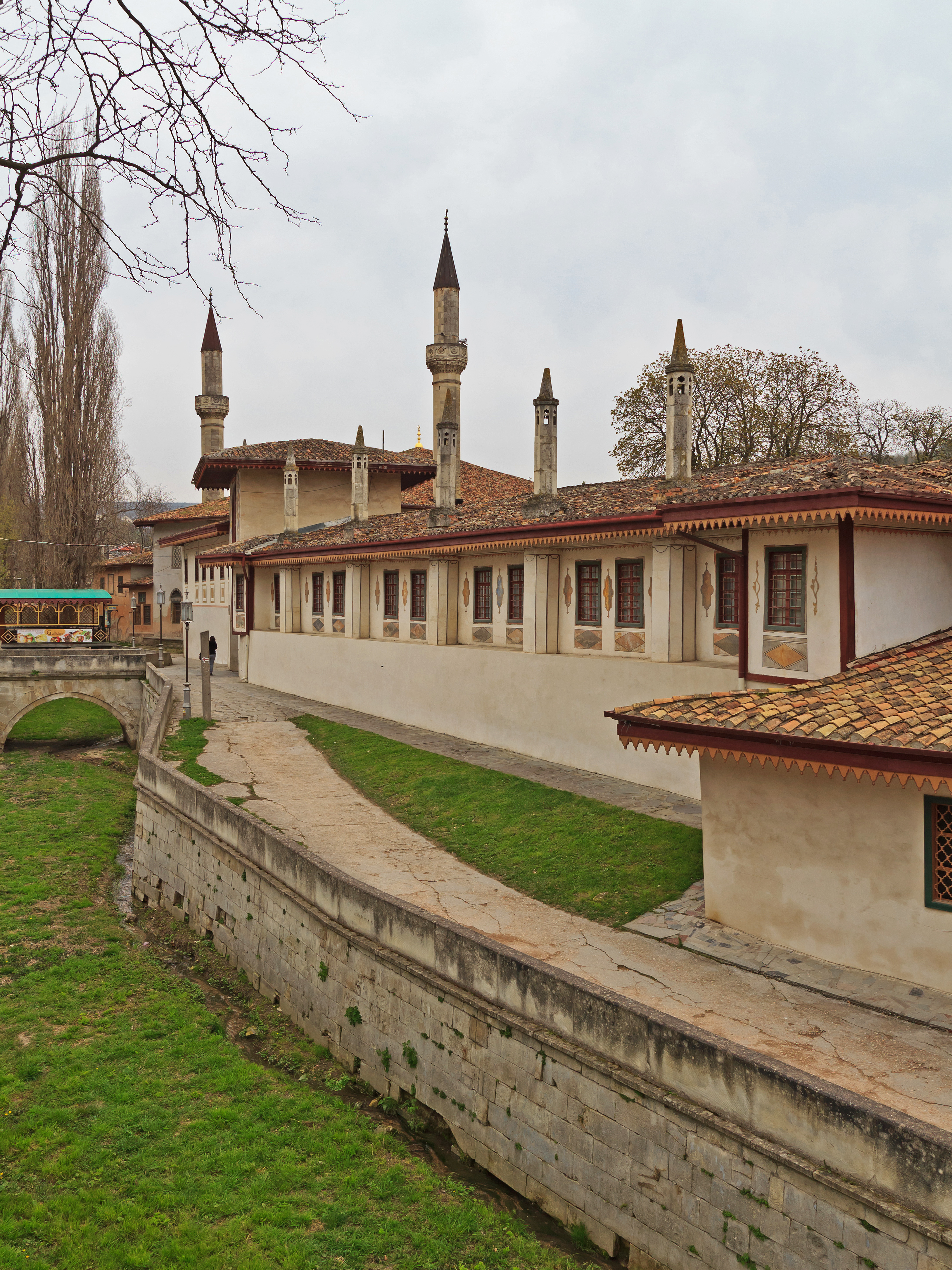
Il palazzo del Khan
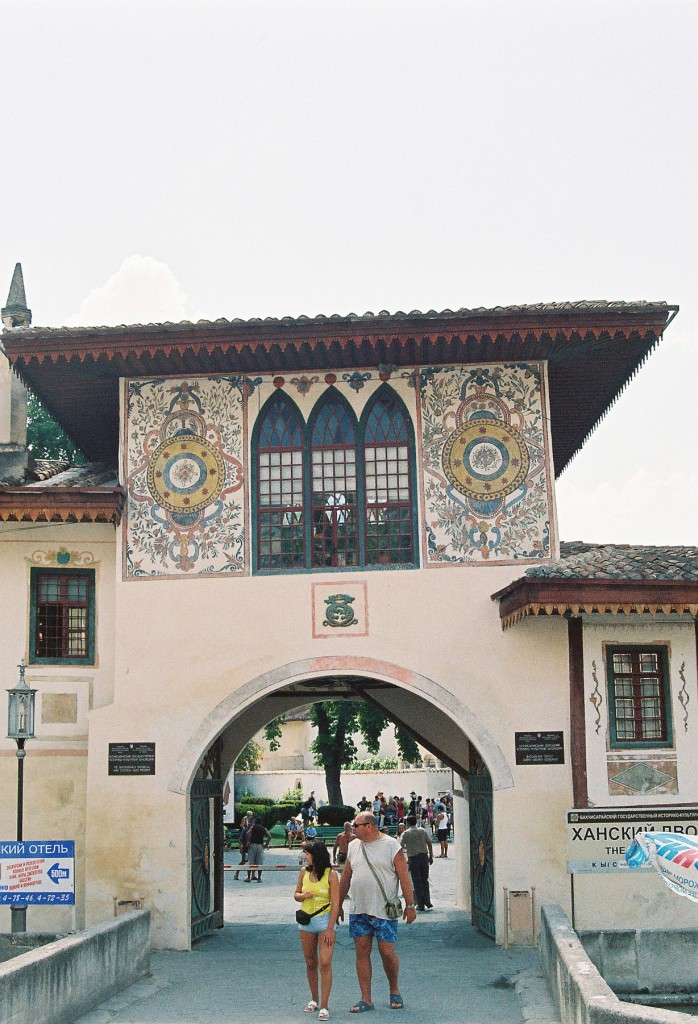
Ingresso nord
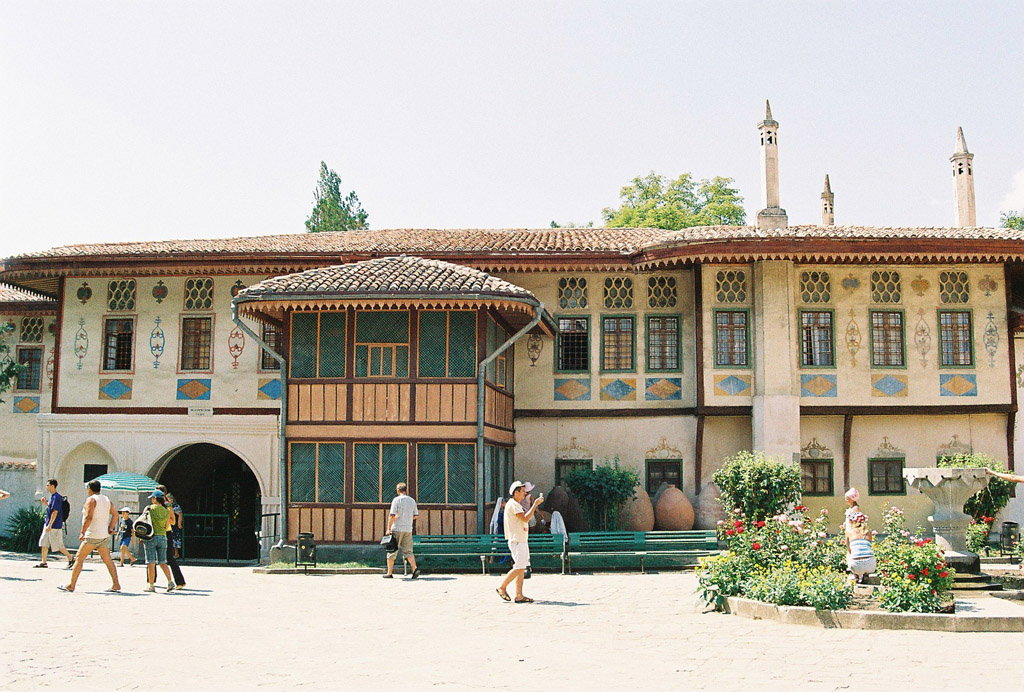
La corte
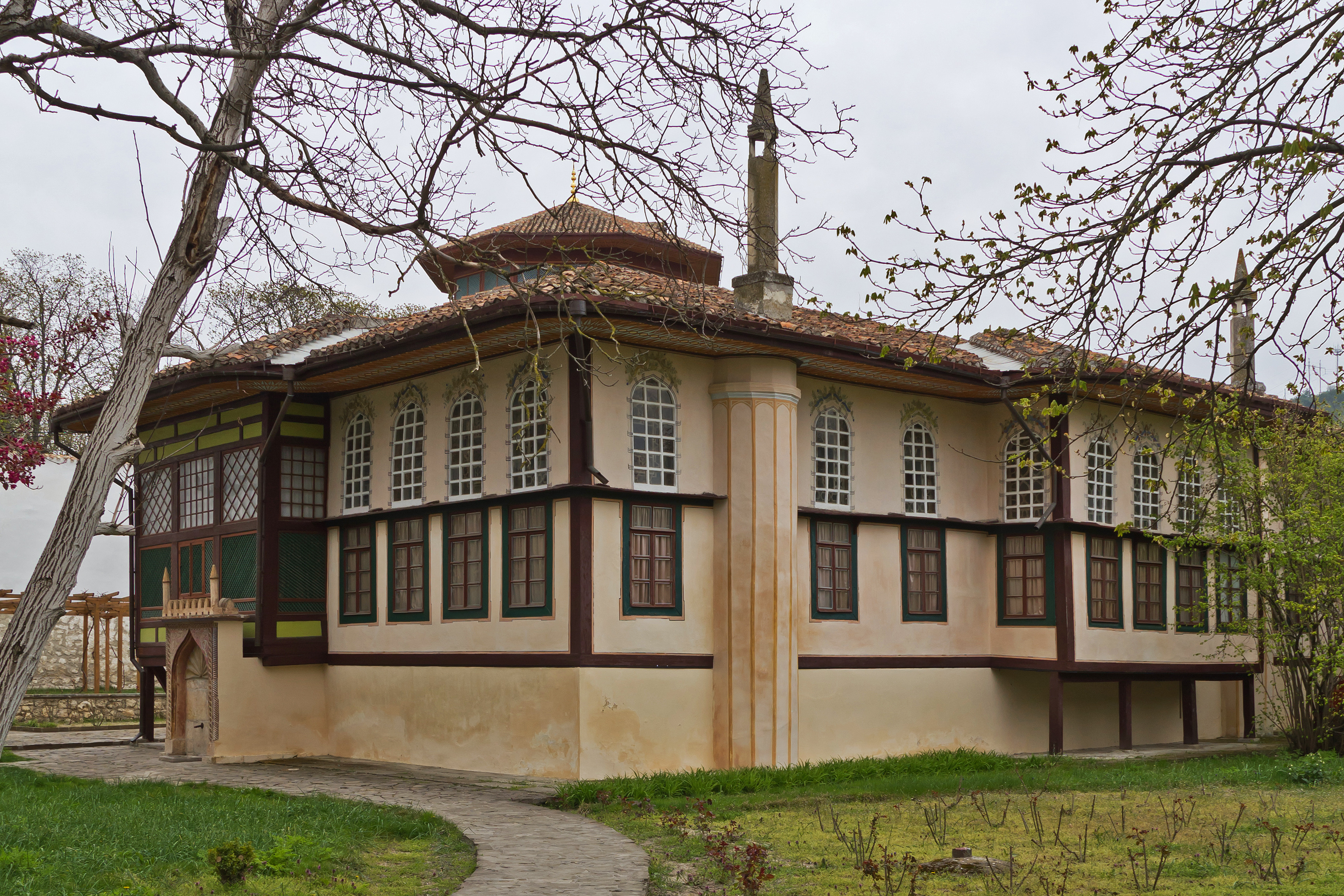
l'Harem

### Interni

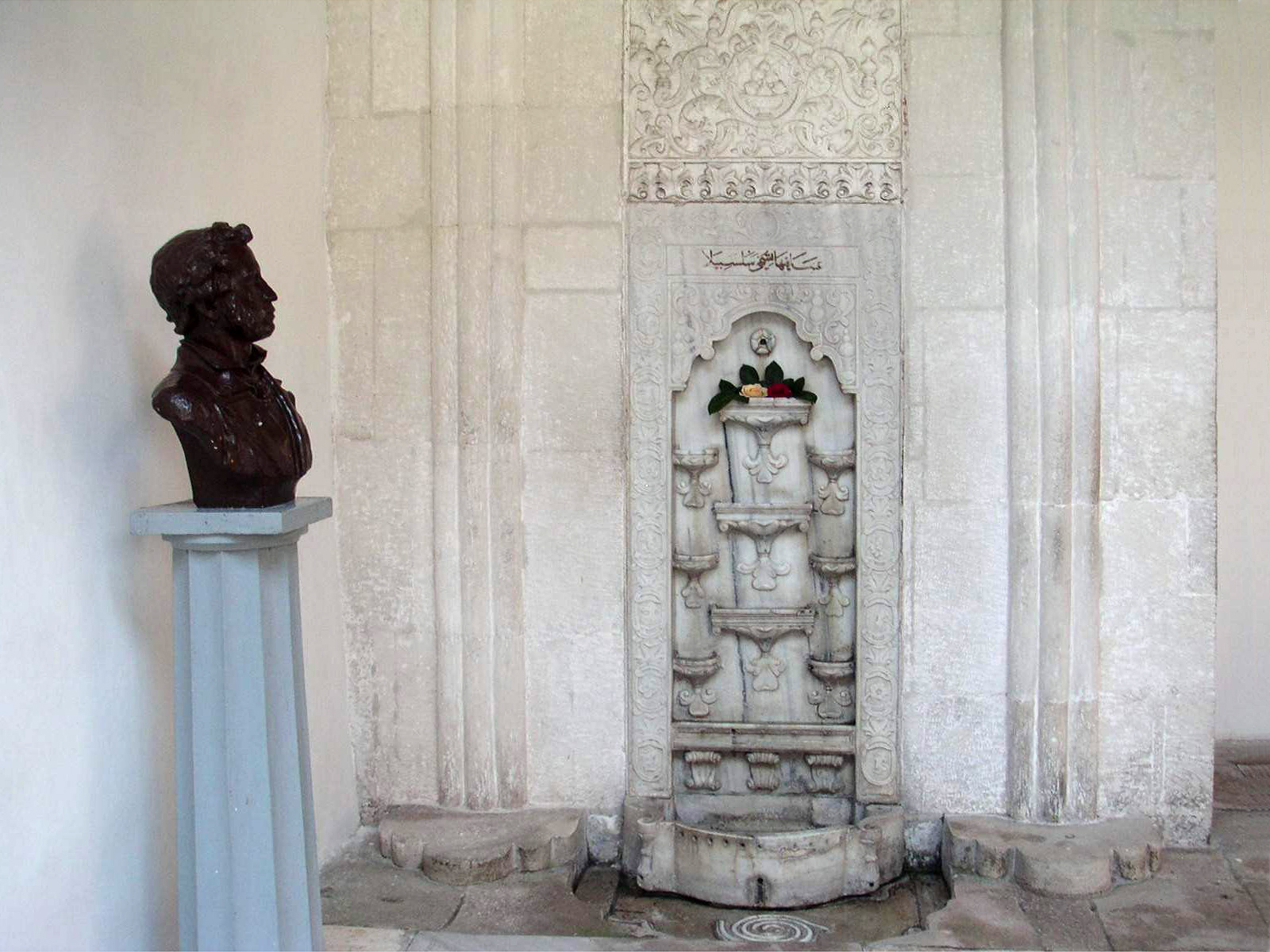
La fontana delle lacrime
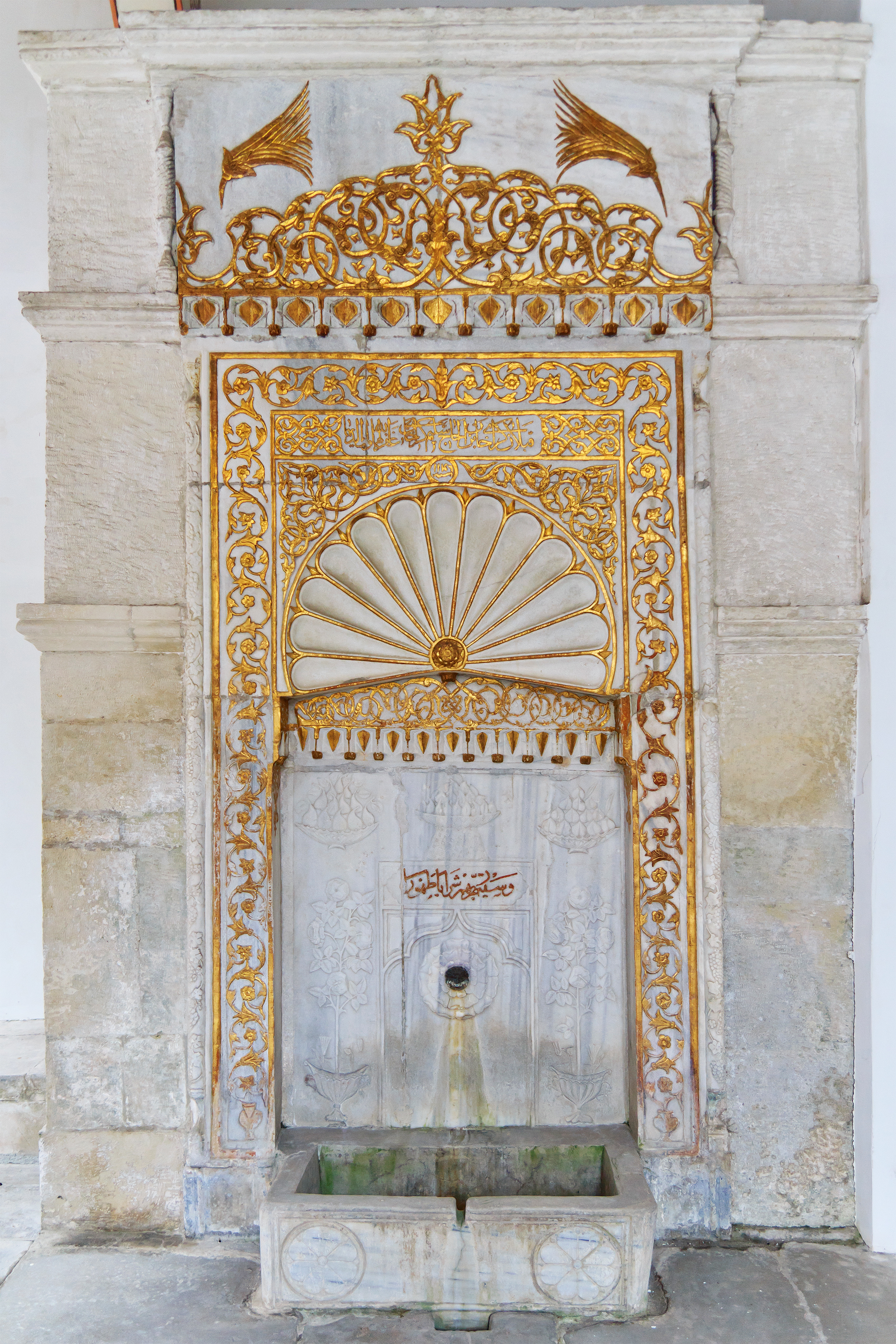
La fontana d'oro
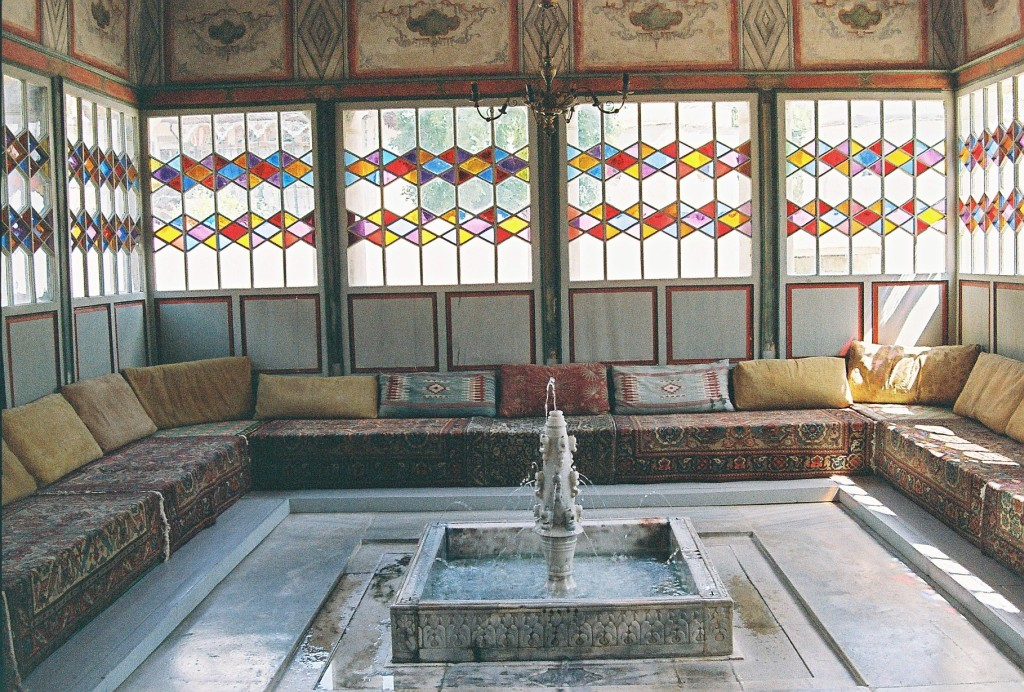
Padiglione estivo
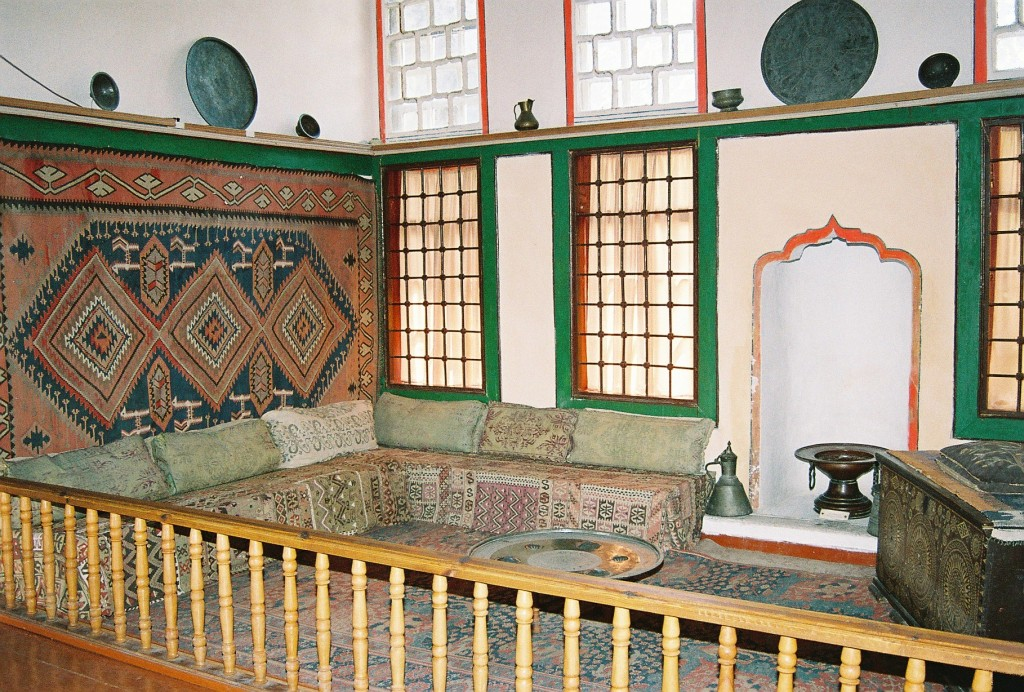
Interno dell'harem